# Sarojahöhe
Sarojahöhe ili Saroja je planina na granici Lihtenštajna i Austrije u lancu Rätikon u istočnim Alpama, istočno od sela Planken, s visinom od 1,659 m.